# Ungku Abdul Aziz
Ungku Abdul Aziz bin Ungku más conocido como Abdul Hamid (Londres, 28 de enero de 1922-Kuala Lumpur, 15 de diciembre de 2020) fue un economista y conferencista malasio. Fue el tercer vicerrector de la Universidad de Malaya de 1968 a 1988 y primer director general del Consejo de Lengua y Literatura de Malasia de 1956 a 1957. Recibió el título de Profesor Real (Profesor Diraja) en 1978.

## Biografía
Nació en la familia real. Su padre era un príncipe y oficial militar malayo, mientras que su madre era una mujer circasiana. Era primo de Syed Muhammad Naquib al-Attas y de Syed Hussein Alatas, así como del sultán Ibrahim de Johor por parte de su padre. Su padre era de ascendencia malaya y circasiana, mientras que su madre era inglesa.
Se graduó de la universidad de inglés en Johor Baru y de la escuela malaya en Batu Pahat. Recibió un Diploma en Artes de Raffles College, Singapur (ahora Universidad de Malaya) y una Licenciatura en Economía en la Universidad de Malaya en Singapur (ahora Universidad de Malaya en Kuala Lumpur) en 1951. Luego defendió su tesis doctoral en la Universidad de Waseda (Tokio, Japón) en 1964.
Su hija, Zeti Akhtar Aziz, fue la exgobernadora del banco central de Malasia, Bank Negara Malaysia.

### Carrera académica
Trabajó en la administración estatal de Johor desde 1952 hasta 1961 como profesor en la Universidad de Malaya (Singapur), con una pausa de un año, cuando dirigió el Consejo de Lengua y Literatura de Malasia.
En el bieno 1962 - 1965, fue profesor y decano de la Facultad de Economía de la Universidad de Malaya mientras que desde 1968 a 1988 fue ascendido a rector de la misma. Además fue el primer malasio en convertirse en rector. Por iniciativa suya, la Universidad creó el Jardín Botánico, el Museo de Arte Asiático, la librería cooperativa. Es autor de la justificación económica de varios proyectos industriales, más de 50 libros y monografías sobre problemas sociales y económicos de Malasia, consultor de organizaciones especializadas de la ONU (OIT, UNESCO, Comisión Económica de la ONU para Asia y el Lejano Este).
El 17 de junio de 1978, el Yang di-Pertuan Agong de Malasia le otorgó el rango y el título de Profesor Real (Profesor Diraja) siendo la única persona en Malasia que ostentaba ese rango.

### Fallecimiento
Finalmente falleció en el Prince Court Medical Center, Kuala Lumpur a las 4:30 de la tarde del 15 de diciembre de 2020 debido a su avanzada edad, a los 98 años. Fue enterrado en el cementerio musulmán de Bukit Kiara, Kuala Lumpur.

## Premios
- Rango de profesor real (1978) (otorgado por el Yang di-Pertuan Agong de Malasia) (solo en Malasia)
- Premio de la Fundación Japonesa (1981)
- El premio Fukuoka (1993)
- El título de "Figura destacada de la era islámica" (malayo : Tokoh Maal Hijrah ) (1997) (otorgado por el Yang di-Pertuan Agong de Malasia)
- El título de "Figura destacada del Movimiento Cooperativo Nacional"  malayo : Tokoh Koperasi Negara) (2002)
- Premio a la figura malaya destacada (malayo : Anugerah Melayu Terbilang) (2005)
- Premio Académico Nacional (malayo : Anugerah Akademik Negara) (2006)
- Premio Nacional Merdeka (2008)
- Premio Rochdale (2009)